# Badener Höhe
Die Badener Höhe ist ein Berg im Nordschwarzwald auf den Gemarkungen von Baden-Baden und Forbach. Mit 1002,2 m ü. NHN bildet sie als nördlichster Eintausender des Schwarzwalds den höchsten Punkt des Baden-Badener Stadtgebiets. Der Berg liegt oberhalb des Forbacher Ortsteils Herrenwies nahe der Schwarzenbachtalsperre. Sein westlicher und südlicher Bereich gehört zum Nationalpark Schwarzwald. Die Badener Höhe ist ein beliebtes Wander- und Ausflugsziel, das über viele Wanderwege (wie beispielsweise den Westweg) angebunden ist. Der Wald auf dem Gipfel der Badener Höhe ist mehreren Stürmen, darunter dem Orkan Lothar, weitgehend zum Opfer gefallen.

## Friedrichsturm
Vor Ort findet sich neben einer Schutzhütte der 1890 von Anton Klein aus Buntsandstein erbaute und am 5. Oktober 1891 vom Großherzog Friedrich I. von Baden eingeweihte 30 m hohe Friedrichsturm. Der Aussichtsturm ist ein weithin sichtbares Kulturdenkmal. Von hier aus kann man weit über den nördlichen Schwarzwald blicken, unter anderem auf Herrenwies, den nahe gelegenen Mehliskopf und die Hornisgrinde. Im Norden sind nur bei sehr klarem Wetter der Große Feldberg im Taunus und der Melibokus im Odenwald zu erkennen. Blickt man nach Nordnordwesten, sind der Pfälzerwald und bei guter Sicht auch der Donnersberg zu sehen. Im Westen erheben sich die Vogesen in Frankreich. Bei extrem guten Sichtbedingungen sind weit im Südsüdosten einige Gipfel der Schweizer Alpen sichtbar. Die Fernsicht reicht im Osten bis zur Schwäbischen Alb.
Dem Turmbau war 1884 die Gründung der Baden-Badener Sektion des Schwarzwaldvereines vorausgegangen. Grundsteinlegung war am 9. Juni 1890 durch Großherzog Friedrich von Baden. 2002 musste der Turm aufgrund von Sicherheitsmängeln geschlossen werden. Dank einer Spendenaktion konnten die nötigen Restaurierungsarbeiten zügig durchgeführt und der Turm am 19. Juni 2003 wieder eröffnet werden.
Über eine Wendeltreppe im Turm gelangt man nach 35 Stufen zur unteren Aussichtsplattform, die oberhalb der schrägen Stützpfeiler in etwa 6,5 m Höhe liegt. Weitere 133 Stufen führen zur oberen Plattform, auf der der Treppenaustritt durch einen verschließbaren Metallüberbau geschützt ist.